# Bedford Avenue (Canarsie Line)
Bedford Avenue is een station van de metro van New York aan de Canarsie Line in het stadsdeel Brooklyn